# Győző László
Győző László (Szekszárd, 1918. május 9. – Budapest, 1973. február 18.) magyar színész.

## Életpályája
Szekszárdon született, 1918. május 9-én. Gimnáziumi tanulmányait a bonyhádi evangélikus gimnáziumban végezte. Színművészként diplomázott 1941-ben az Országos Magyar Királyi Színművészeti Akadémián. Pályáját Sátoraljaújhelyen kezdte. 1945 után különböző budapesti színházakban játszott, a Magyar Színháznál kezdett, 1947-től a Nemzeti Színház, majd 1949-től az Úttörő Színház, az Ifjúsági Színház, 1954-től a Fővárosi Operettszínház és a Magyar Rádió önálló társulatának tagja volt.
Szerepelt a Budapest Varietében, a Bartók Teremben, az Állami Déryné Színházban és a Jókai Színházban is. 1960-tól a Tarka Színpad, 1963-tól haláláig a szolnoki Szigligeti Színház művésze volt.

## Fontosabb színházi szerepeiből
- William Shakespeare: III. Richárd... Lord Stanley
- William Shakespeare: Romeo és Júlia... Montague
- William Shakespeare: Lear király... Nemes, Lear kíséretében; Kapitány, Edmund szolgálatában
- Molière: A szeleburdi vagy minden lében kanál... Pandolfe
- Molière: Tudós nők... Jegyző
- Anton Pavlovics Csehov: Cseresznyéskert... Szimeonov-Piscsik, Borisz Boriszovics földbirtokos
- George Bernard Shaw: Szent Johanna... Courcelles, kanonok
- Bertolt Brecht: Állítsátok meg Arturo Uit!... Sheet, egy hajóvállalat tulajdonosa
- John Steinbeck: Lement a hold... Hunter, őrnagy
- Friedrich Schiller: Ármány és szerelem... A fejedelem komornyikja
- Szophoklész: Antigoné... Teiresziász
- Jevgenyij Lvovics Svarc: Hókirálynő... Mesemondó
- Jens Locher: Szülők lázadása... Springenberg
- Ismeretlen szerző: Kocsonya Mihály házassága... Kántor
- Vörösmarty Mihály: Csongor és Tünde... Kalmár, vándor
- Szigligeti Ede: Liliomfi... Szilvai Tódor professzor
- Nóti Károly: Nyitott ablak... Őrnagy
- Gárdonyi Géza: Egri csillagok... Jumurdzsák
- Fazekas Mihály - Móricz Zsigmond: Ludas Matyi... Kisbíró
- Heltai Jenő: A néma levente... Galeotto Marzio, a király krónikása
- Kassák Lajos: Átlépték a küszöböt... I. detektív
- Vaszary Gábor: Az ördög nem alszik... Tibor
- Fejes Endre: Rozsdatemető... Reich bácsi
- Csurka István: Szájhős... Házmester
- Szinetár György: Susmus... Dunai, igazgató
- Fehér Klára: Csak egy telefon... Boronkay Gáspár
- Tabi László - Erdődi János: Űrmacska... Rádióriporter
- Gádor Béla: Részeg éjszaka... Molnár, titkár
- Békeffi István - Stella Adorján: Janika... Újságíró
- Madách Imre: Az ember tragédiája... Rafáel főangyal; 1. polgár; Sansculotte; 1. mesterlegény; A föld szelleme
- Rácz György: Játsszunk valami mást...! ... Az író
- Török Tamás: Az eltüsszentett birodalom... Miklós medve
- Gáli József: Erős János... Erdőbölcse
- Hegedüs Géza: Mátyás király Debrecenben... Mádi
- Dékány András - Baróti Géza: Dankó Pista... Tömörkény István
- Eisemann Mihály: Én és a kisöcsém... Kelemen Félix
- Kálmán Imre: Montmartre-i ibolya... Rotschild báró; Durand
- Kálmán Imre: Csárdáirálynő... Tábornok
- Huszka Jenő: Gül Baba... Gül Baba
- Huszka Jenő: Szabadság, szerelem... Bárzsing
- Ábrahám Pál: Bál a Savoyban... Pomerol
- Lehár Ferenc: A mosoly országa... Lichtenfels gróf
- Lehár Ferenc: A víg özvegy... Cascada
- William Somerset Maugham: Imádok férjhez menni... Raham ügyvéd
- Schönthan testvérek - Kellér Dezső - Horváth Jenő - Szenes Iván: A szabin nők elrablása... Raposa Bogdán, borkereskedő
- Brandon Thomas: Charley nénje... Howard, iskolai igazgató

## Filmek, tv
- Kis Katalin házassága (1950)
- Gyarmat a föld alatt (1951)
- Két félidő a pokolban (1961)